# 기누가사역
기누가사역(일본어: 衣笠駅、きぬがさえき)은 일본 가나가와현 요코스카시에 있는, 동일본 여객철도의 철도역이다. 요코스카 선이 지나간다. 역 번호는 JO 02.

## 역 구조
섬식 1면 2선 구조의 지상역이다. 요코스카 역부터 구리하마 역까지 이어지는 단선 구간 중에서 유일하게 열차 교행이 가능한 역이다. 역 업무는 동일본 환경 액세스가 대신 하고 있으며, 오전 7시부터 오후 7시까지 초록 창구를 영업하고 있다. 자동 개찰기에서 스이카 및 제휴 교통카드의 사용이 가능하다.
배리어프리 설비로 장애인용 화장실, 점자운임표, 엘리베이터가 있다.

### 승강장
| 1 | ■요코스카 선 | 구리하마 방면                                                                            |
| 2 | ■요코스카 선 | 요코스카 · 가마쿠라 · 요코하마 · 시나가와 · 도쿄 · 지바 · 나리타 공항 방면 (소부 쾌속선) |

## 인접역
| 동일본 여객철도 요코스카 선     | 동일본 여객철도 요코스카 선 | 동일본 여객철도 요코스카 선 |
| ------------------------------- | --------------------------- | --------------------------- |
| JO 03 요코스카 도쿄 · 지바 방면 | 쾌속                        | JO 01 구리하마 방면         |